# HASAG
HASAG, Hugo und Alfred Schneider AG, var en tysk industrikoncern i metallbranschen. Från år 1934 var HASAG leverantör av ammunition till det tyska försvaret.